# Арнульф Каринтійський
Арнульф Каринті́йський (нім. Arnulf von Kärnten; близько 850 — 8 грудня 899) — король східних франків з 887 року та імператор з 896 року, один з представників династії Каролінгів.

## Правління
Зміг на деякий час зміцнити Франкську імперію, а також вдало змагався з норманами. Проти останніх здійснив декілька успішних походів, а у 891 році під Левеном (сучасні Нідерланди) Арнульф завдав їм нищівної поразки.
Водночас для зміцнення держави призначав у найбільш неспокійних частинах герцогів та маркграфів. У 890 році призначив Енгельдеона маркграфом Баварії, чим ненавмисно сприяв відновленню незалежності цієї важливої області в Східно-Франкському королівстві та майбутньої роздрібненості Німеччини.
Помер ймовірно від малярії 8 грудня 899 року. На цю хворобу він заразився, скоріше за все, за 3 роки до того, коли побував на Апеннінському півострові та усі ці роки його турбували напади гарячки.